# Moritzburger Straße (Radebeul)
Die Moritzburger Straße ist eine 2 Kilometer lange Innerortsstraße in der sächsischen Stadt Radebeul, in den Stadtteilen Kötzschenbroda, Niederlößnitz, Kötzschenbroda Oberort und Lindenau. Sie stellt die Verbindung dar zwischen der Bahnhofstraße und dem historischen Dorfkern von Kötzschenbroda (Altkötzschenbroda) südlich der Meißner Straße sowie dem Lößnitzhochland auf der Lausitzer Platte mit Kötzschenbroda Oberort und Lindenau und von dort aus mit den Moritzburger Gemeinden. Dabei überwindet sie von der Meißner Straße bis Altlindenau 80 Höhenmeter.

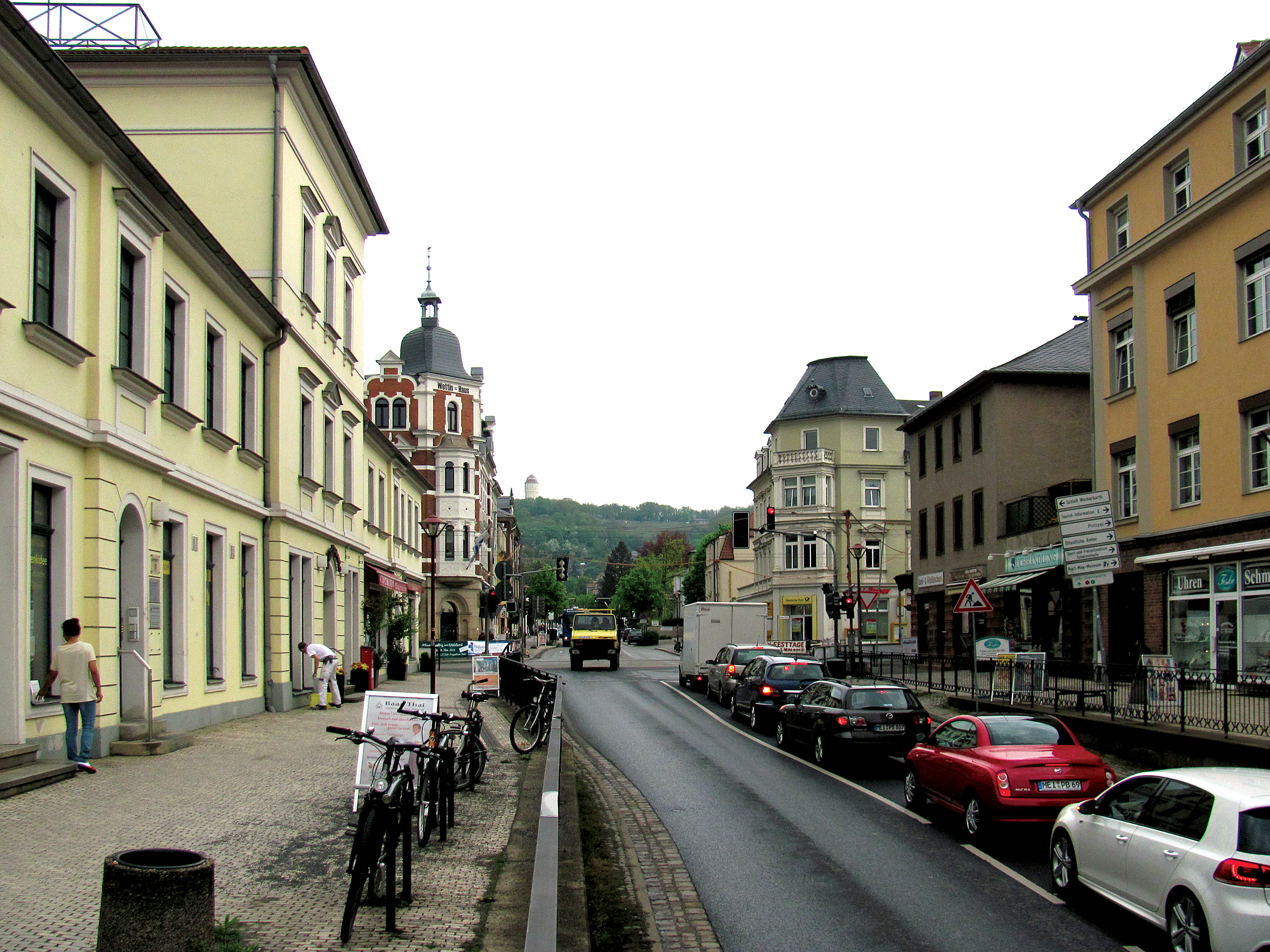
Blick von der Bahnhofsunterführung auf die Kreuzung Meißner Straße und dann die Moritzburger Straße Richtung Norden. Auf der Hangkante steht der Wasserturm.

Die Moritzburger Straße wird, zusammen mit der Borstraße und der Karlstraße, im Dehio-Handbuch erwähnt als Beispiel für schönen Villenbestand in der Niederlößnitz.

## Ortslage und Bebauung

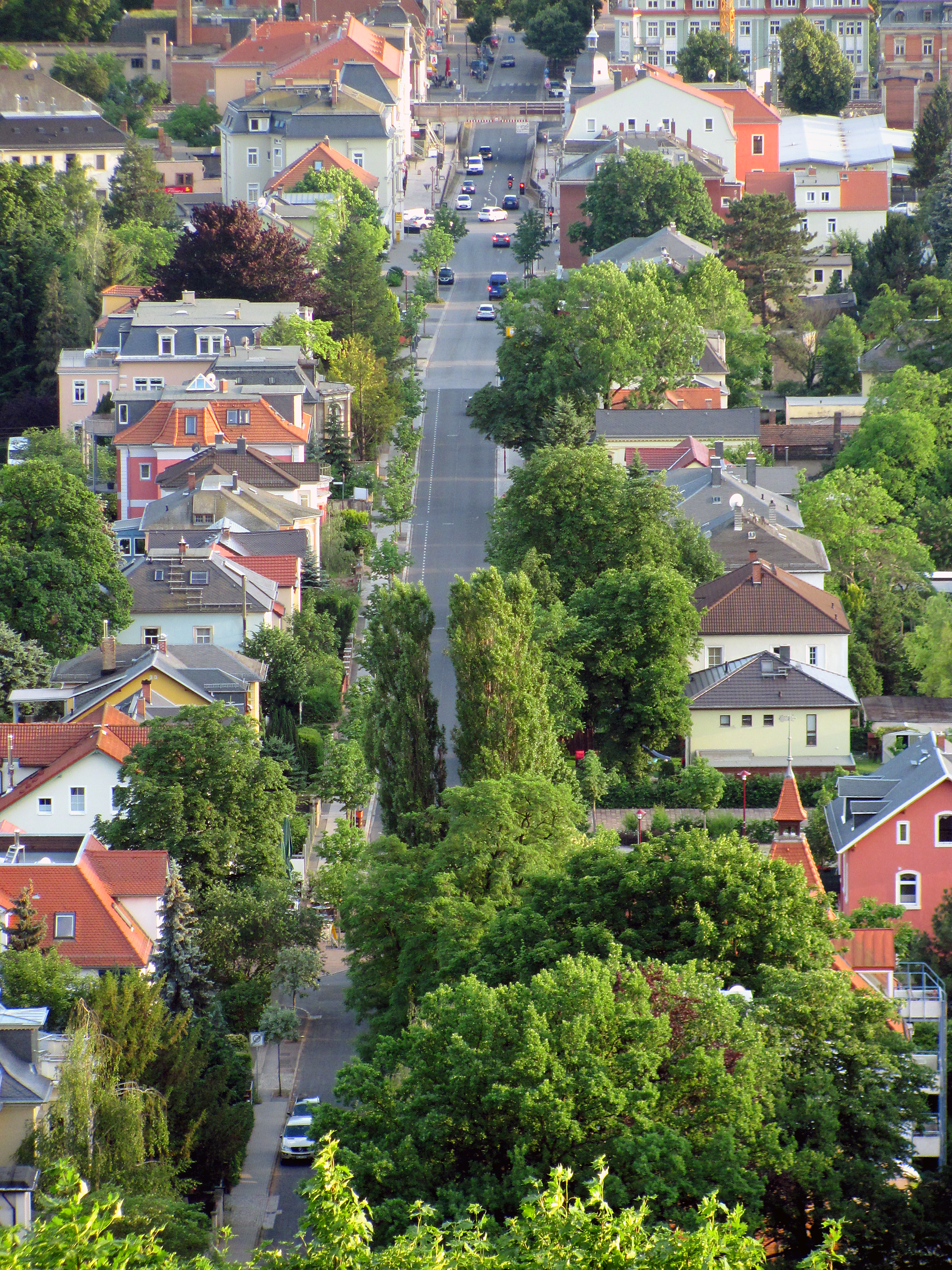
Moritzburger Straße von Norden, oben im Bild die Kreuzung Meißner Straße und Bahnhofstraße mit Bahnunterführung. Blick von der Friedrich-August-Höhe

Lage von Herrenhaus Altfriedstein (rot eingefärbt), 1857. Rechts oben der Leimgrund mit Schwarzes Teich; der linke der beiden rechts nach oben verlaufenden Wege ist der Vyheweg. Rechts unten die Kreuzung mit der Meißner Straße, an der gestrichelten Linie die Station Kötzschenbroda

Moritzburger Straße Richtung Norden, auf Höhe der Sektkellerei Bussard (rechts, Foto von 1889). Rechts Haus Arendts; links Nr. 41, ganz links dahinter das Herrenhaus Altfriedstein

Die Bahnhofstraße geradeaus über die Kreuzung mit der Meißner Straße verlängernd, führt die Moritzburger Straße zuerst Richtung Nordnordost zur Hochebene über dem Elbtal. Dabei gehen rechts die Heinrich-Zille-Straße, links Am Bornberge und rechts die Heinrich-Heine- sowie die Karl-Liebknecht-Straße ab. An der folgenden Kreuzung mit der Winzerstraße geht es gerade aus in die Karlstraße, während die Moritzburger Straße leicht nach Westen abweicht.
Parallel zur Karlstraße folgt rechts die Kellereistraße, die in den Leimgrund führt. Währenddessen verläuft die Moritzburger Straße links auf halber Höhe der Leimgrundanhöhe an der Lindenaustraße, dem Prof.-Wilhelm-Ring, Altfriedstein und der Mohrenstraße vorbei unter dem Mohrenhausanwesen längs. Der gesamte zum Mohrenhaus gehörende Wald steht ebenfalls mit unter Denkmalschutz. Rechts auf der anderen Anhöhe über dem Leimgrund liegt der Waldpark Radebeul-West mit Schwarzes Teich. Ab da schlängelt sich die Straße die etwa 10%ige Steigung nach Lindenau hinauf. Es folgen links die Kottenleite, rechts die Sonnenleite und auf der Hangkante links An den Brunnen und der Kreyernweg, während die Hauptstraßenführung an der Kreuzung mit dem Kreyernweg nach rechts abknickt in die Neuländer Straße.
An dieser Kreuzung geht die Moritzburger Straße geradeaus, verschmälert jedoch ihr städtisches Profil auf das eines ländlichen Weges, der zwischen Weinbergsmauern nach Altlindenau führt. Dort folgen rechts An der Juchhöh und die Kreuzung mit der Jägerhofstraße, wo Altlindenau beginnt.
Die Benummerung der Hausadressen startet an der Kreuzung mit der Meißner Straße mit der Nr. 1 auf der Westseite. Von dort aus laufen auf der linken Seite die ungeraden Nummern und auf der rechten Ostseite die geraden Nummern bis zur Nr. 105 an der Kreuzung zu Altlindenau. Während im unteren und mittleren Teil die geraden und ungeraden Nummern sich etwa jeweils gegenüberliegen, gibt es im oberen Teil eine große Abweichung, da auf dem Eckgrundstück zu Altlindenau die gerade Nr. 88 liegt, die ehemalige Schule Lindenau, heute Freiwillige Feuerwehr und Begegnungsstätte.
Zahlreiche Kulturdenkmale liegen entlang der Moritzburger Straße und sind daher in der Liste der Kulturdenkmale in Radebeul-Kötzschenbroda, -Niederlößnitz (M–Z) und -Oberkötzschenbroda aufgeführt, einige mit Adressen aus Querstraßen:
- Kötzschenbroda: Wettin-Haus (Nr. 1), Meißner Str. 268, Nr. 3, Linoleum-Haus Rau (Nr. 4), Nr. 5, Nr. 8
- Niederlößnitz: Nr. 14, Haus Steineck (Nr. 19), Nr. 33, Villa Anna (Nr. 37), Haus Herbig (Nr. 40),[2] Kellereistr. 1, Nr. 41, Haus Arendts (Nr. 42), ehemalige Sektkellerei Bussard (Nr. 44), Nr. 45, Villa Amicitiae (Nr. 50), Mohrenhaus (Nr. 51),[2][3] Nr. 52, Gärtnerhaus zum Mohrenhaus (Nr. 53), Nr. 54, Nr. 56, Villa Bella Vista (Nr. 60)
- Oberkötzschenbroda: Nr. 57, Nr. 59, Nr. 89, ehemaliges Gasthaus „Zur Erholung“ (heute Landhotel Lindenau, Nr. 91)

Zu DDR-Zeiten stand die Kreuzung mit der Meißner Straße unter dem Namen „Straßenkreuzung Moritzburger Straße 1 / Wilhelm-Pieck-Straße 268“ ab spätestens 1979 als Denkmal der Kulturgeschichte unter Denkmalschutz. Nach der Wende wurde der Ensembleschutz aufgegeben, jedoch stehen heute die vier Eckbauten dort als grundstücksgenaue Einzeldenkmale unter Denkmalschutz.

## Benennungen

### Straßennamen
Im Jahr 1547 wurde der Weg, auf dem im Mittelalter bzw. der frühen Neuzeit das Vieh vom Anger Altkötzschenbroda in das Oberland getrieben wurde, und der heute im unteren Teil die Bahnhofstraße und im oberen Teil die Moritzburger Straße darstellt, als Vyheweg urkundlich erwähnt. Dieser wurde auch genutzt, um in den Lindenauer Büschen Holz und Buschstreu zu holen. 1865 gab es dann den Namen Moritzburger Straße für den Teil zwischen der Kreuzung mit der Meißner Straße und dem Niederlößnitzer Ende auf Höhe des Mohrenhauses.
Für den Weg ab Höhe Mohrenhaus nach Lindenau gab es lange Zeit die Bezeichnung Dürrkittelgasse, wobei dies auf die Ärmlichkeit der dort wohnenden Häusler anspielte. Wohl ebenfalls 1865 wurde dieser obere Teil offiziell Äußere Moritzburger Straße genannt.
Seit 1935 heißt die Straße durchgängig von der Kreuzung Meißner Straße/Bahnhofstraße bis zum Anfang von Altlindenau Moritzburger Straße. Heute ist sie wie Altlindenau Teil der sächsischen Kreisstraße 8018.

### Häusernamen
Das Adreßbuch für Dresden und seine Vororte 1907, Teil VI. Niederlößnitz verzeichnete auf der S. 350 folgende „mit besonderen Namen bezeichnete[…] Villen“:
- Villa Paulinenhof (Nr. 12), Villa Martha (Nr. 20), Haus Gottfried (Nr. 23), Villa Glückauf (Nr. 30), Villa Bellevue (Nr. 36), Villa Anna (Nr. 37), Villa Augusta (Nr. 38), Villa Marienhof (Nr. 43), Villa Amacitia (Villa Amicitiae, Nr. 50), Villa Bella Vista (Nr. 60)

## Anwohner

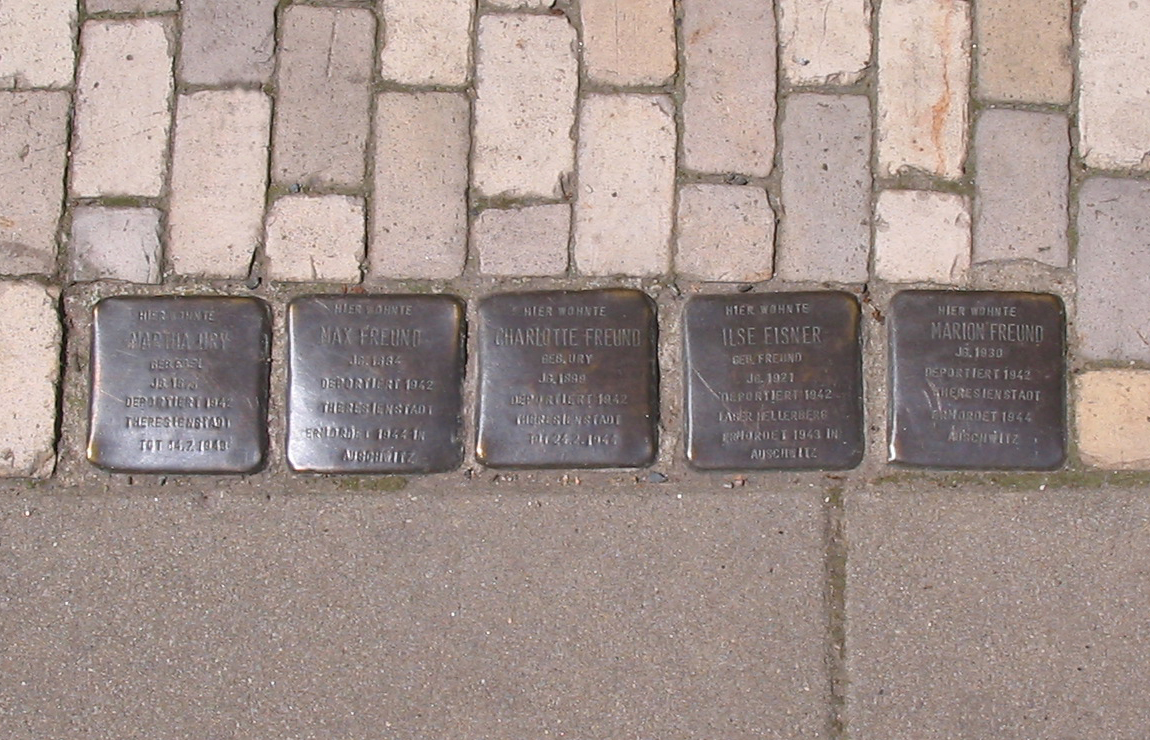
Die Stolpersteine in der Moritzburger Straße

Am 26. Juli 2005 wurden vor dem Wohnhaus-Eingang der Moritzburger Straße 1 im Rahmen des gleichnamigen Projekts fünf Stolpersteine im Andenken an die jüdische Familie Freund aus der zweiten Etage verlegt, die in das Ghetto Theresienstadt beziehungsweise in das KZ Auschwitz deportiert und dort ermordet wurde.
Der Baumeister F. A. Bernhard Große bewohnte das von ihm selbst errichtete Wohnhaus Nr. 4, während sich sein Bauunternehmen schräg gegenüber in der Nr. 5 befand.
Der emeritierte Pastor und Schumann-Librettist Wilhelm Schöpff wohnte als Eigentümer in der Nr. 23 (Haus Gottfried).
Generalmajor Oskar Wilhelm Schuster besaß die Villa Anna (Nr. 37).
Das Anwesen des Mohrenhauses (Nr. 51/53) wurde im Laufe der Zeit durch zahlreiche Persönlichkeiten bewohnt. Dazu gehörten die Familien von Schonbergk und von Bose sowie der Geheime Kommerzienrat und Landtagsabgeordnete Alwin Bauer. Zu den Mohrenhausbewohnern gehörte auch der Weinbergsbesitzer Ludwig Pilgrim, der 1836 zusammen mit Georg Schwarz (von Altfriedstein) und Franz Carl Friedrich Sickmann (von Neufriedstein) auf der Ostseite der Moritzburger Straße (Nr. 44) den Actienverein zur Fabrikation moussirender Weine gründete, später Sektkellerei Bussard.